# Słuchaj, brzmi aniołów pieśń

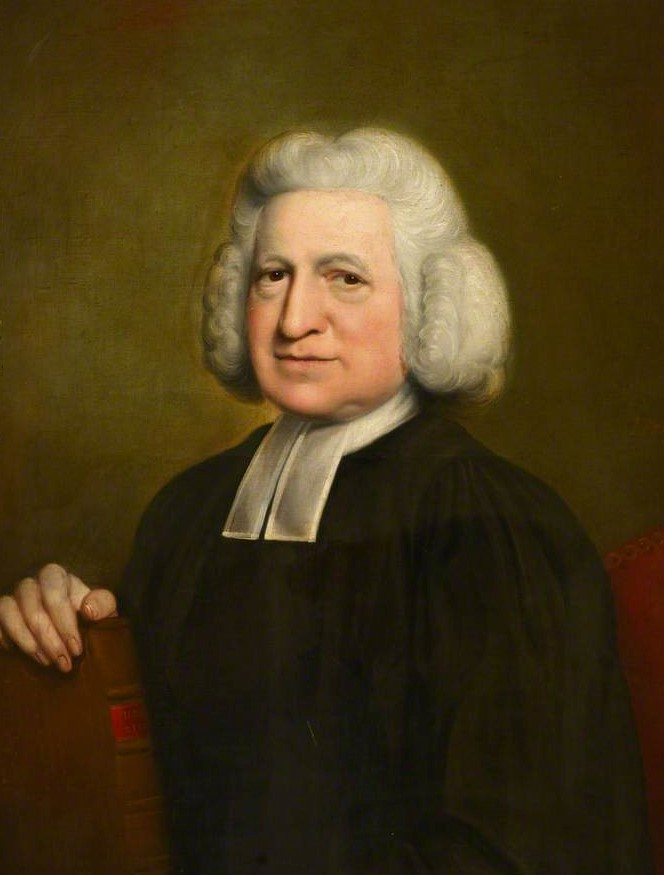
Charles Wesley

Słuchaj, brzmi aniołów pieśń lub Słysz! Już herold śpieszy nieść (ang. Hark! The Herald Angels Sing) – popularna kolęda angielska. Tekst ułożył jeden z założycieli Kościoła metodystycznego – Charles Wesley. Pierwszy raz pastor Wesley wydał go w swym zbiorze: Hymns and Sacred Poems w 1739 roku. Oryginalny początek brzmiał: „Hark! how all the welkin rings”. Dzisiejsza wersja jest rezultatem wielu zmian. Jedna z wersji „Hark! How all the welkin rings” była śpiewana z tą samą melodią, jaką otrzymał powstały w 1772 szkocki hymn Cudowna Boża łaska. W XVIII wieku wiele hymnów istniało tylko jako tekst bez melodii, dlatego Hark... był śpiewany do wielu melodii. Sam Wesley zalecał by śpiewano go do tej samej melodii, co jego inny hymn o tematyce wielkanocnej: Chrystus Pan dziś zmartwychwstał. W XIX wieku kolędę zaczęto śpiewać na melodię autorstwa Feliksa Mendelssohna, zaczerpniętą z jego kompozycji Festgesang WoO 9 z 1840 roku (cz. 2, pieśń Vaterland, in deinen Gauen). Obecnie jest to jedyna melodia używana w praktyce (rozbrzmiewa m.in. w kilku filmach).  

## Tekst
| Tekst polski - Adela Bajko | Tekst polski - Tomasz Kmita-Skarsgård | Oryginalny tekst angielski |
| | Śpiewnik Kościelny Siedleckiego nr 67 | |
| 1. Słuchaj, brzmi aniołów pieśń: „Pokój ludziom, Bogu cześć!” Syna Swego posłał Bóg, By pojednał grzeszny lud. Ludy ziemi złączcie głosy Z aniołami pod niebiosy: Jezus, Zbawca ziemi tej, Się narodził w Betlejem. Słuchaj, brzmi aniołów pieśń: „Pokój ludziom, Bogu cześć!”           | 1. Słysz! Już herold śpieszy nieść Narodzenia słodką wieść! Król Narodów, Boży Syn Pokój niesie, zmazę win. Radość i wesołe pienie Niech ogarnie dziś stworzenie, Aniołowie głoszą wszem: „Chrystus zrodzon w Betlejem!” Słysz! Już herold śpieszy nieść Narodzenia słodką wieść!                     | 1. Hark! the herald angels sing, Glory to the new-born King; Peace on earth and mercy mild, God and sinners reconciled! Joyful, all ye nations, rise. Join the triumph of the skies. With th'angelic hosts proclaim Christ is born in Bethlehem! Hark! the herald angels sing, Glory to the new-born King!                     |
| 2. Boży Syn z niebiańskich stron Pozostawia Ojca, tron, Pozostawia chwałę, moc, By zbawienie ludziom dać. Słowo ciałem dziś się stało, Tu na ziemi zamieszkało, By nam wskazać życia cel, Jezus, nasz Emmanuel! Słuchaj, brzmi aniołów pieśń: „Pokój ludziom, Bogu cześć!”               | 2. Niebios Król, ten wieczny Pan Idzie do nas dać się sam, Odkupieńczą niesie moc, Która zgładzi grzechu noc. Ten, co matkę ma Dziewicę Pannę tę, Bogurodzicę Zbawić: to jest Jego cel; Jezus nasz, Emmanuel. Słysz! Już herold śpieszy nieść Narodzenia słodką wieść!                                | 2. Christ, by highest heaven adored; Christ, the everlasting Lord; late in time behold him come, offspring of a virgin's womb. Veiled in flesh the Godhead see; hail th' incarnate Deity, pleased as man with man to dwell, Jesus, our Emmanuel. Hark! the herald angels sing, "Glory to the new born King!"                   |
| 3. Cześć, Pokoju Książę, cześć! Ziemio cała, chwałę wznieś! Światło, życie przyniósł nam, Szatanowi zadał kłam. Przez aniołów uwielbiony, Przez narody pochwalony, Upragniony Zbawco, przyjdź! I do naszych serc dziś wnijdź! Słuchaj, brzmi aniołów pieśń: „Pokój ludziom, Bogu cześć!” | 3. Przyjdź, Pokoju Książę, przyjdź Do serc naszych prędko wnijdź. Zechciej w duszach pośród nas Być po ostateczny czas. Bądź nam słodkim ukojeniem W ciężkich chwilach odetchnieniem. I podporą w smutne dnie, Przewodnikiem w śmierci śnie. Słysz! Już herold śpieszy nieść Narodzenia słodką wieść! | 3. Hail the heaven-born Prince of Peace! Hail the Son of Righteousness! Light and life to all he brings, risen with healing in his wings. Mild he lays his glory by, born that man no more may die, born to raise the sons of earth, born to give us second birth. Hark! the herald angels sing, "Glory to the new born King!" |
| | 4. Witaj nam, o Królu cny! Niesiesz z sobą nowe dni. Tyś jest światłość, Prawdy moc, Ty rozświecisz grzechu noc. Tyś zesłany na zbawienie, Błędów ludzkich odkupienie, Tyś jest Panem, Zbawco nasz, dnia nowego światło znasz. Słysz! Już herold śpieszy nieść Narodzenia słodką wieść!               | 4. Come, Desire of nations, come, fix in us thy humble home; rise, the woman's conquering Seed, bruise in us the serpent's head. Adam's likeness, Lord, efface; stamp thine image in its place. Second Adam from above, Reinstate us in thy love. Hark! the herald angels sing, "Glory to the new born King!"                  |